# Christoph Fundgrube (Hinterer Fastenberg)
Die Christoph Fundgrube war ein Zinnbergwerk im Bergrevier Johanngeorgenstadt im sächsischen Erzgebirge.

## Lage
Am Hinteren Fastenberg wurden im 17. Jahrhundert mehrere Gruben zum Abbau unmittelbar benachbarter Zinngänge betrieben. Dazu zählte auch die 1674 verliehene Christoph Fundgrube.
Die Zinngrube befand sich im Steinbachtal beim Pochwerk der Lattenschuppe Fundgrube unweit von Erlabrunn. Sie wurde von unterschiedlichen Lehnträgern betrieben, war aber wenig ertragreich, so dass sie bereits 1688 zum Erliegen kann.